# Podles
Podles (makedonska: Подлес) är en ort i Nordmakedonien. Den ligger i kommunen Gradsko, i den centrala delen av landet, 60 kilometer sydost om huvudstaden Skopje. Podles ligger 653 meter över havet och antalet invånare är 129.